# Mount Borland
Der Mount Borland ist ein großer und leicht kuppelförmiger Berg im ostantarktischen Mac-Robertson-Land. Er ragt 8 km südlich des Mount Twigg nahe dem Kopfende des Lambert-Gletschers auf.
John Michael Seaton, Flugoffizier der Royal Australian Air Force, entdeckte ihn im November 1956 bei einem Erkundungsflug im Rahmen der Australian National Antarctic Research Expeditions. Das Antarctic Names Committee of Australia (ANCA) benannte ihn nach Raymond Alexander Borland (1925–2007), Meteorologe auf der Mawson-Station im Jahr 1958.